# Reino Unido da Grã-Bretanha e Irlanda
O Reino Unido da Grã-Bretanha e Irlanda, ou simplesmente Reino Unido, foi um estado soberano no noroeste da Europa que foi estabelecido pela união em 1801 do Reino da Grã-Bretanha e do Reino da Irlanda. O estabelecimento do Estado Livre Irlandês em 1922 levou o restante a ser renomeado para Reino Unido da Grã-Bretanha e Irlanda do Norte em 1927.
O Reino Unido, tendo financiado a coalizão europeia que derrotou a França durante as Guerras Napoleônicas, desenvolveu uma grande Marinha Real que permitiu ao Império Britânico se tornar a principal potência mundial no século seguinte. Por quase um século, desde a derrota final de Napoleão após a Batalha de Waterloo até a eclosão da Primeira Guerra Mundial, a Grã-Bretanha esteve quase continuamente em paz com as grandes potências. A exceção mais notável foi a Guerra da Crimeia com o Império Russo, na qual as hostilidades reais foram relativamente limitadas.  No entanto, o Reino Unido se envolveu em extensas guerras na África e na Ásia, como as Guerras do Ópio com a dinastia Qing, para estender suas propriedades territoriais e influência no exterior.
Começando para valer na segunda metade do século XIX, o governo imperial concedeu níveis crescentes de autonomia aos governos eleitos localmente em colônias onde os colonos brancos se tornaram demográfica ou politicamente dominantes, com esse processo resultando no Canadá, Austrália, Nova Zelândia, Terra Nova e África do Sul se tornando domínios autônomos. Embora esses domínios permanecessem parte do Império Britânico, na prática, os governos de domínio tinham permissão para administrar em grande parte seus próprios assuntos internos sem interferência de Londres, que era a principal responsável apenas pela política externa.
A rápida industrialização que começou nas décadas anteriores à formação do estado continuou até meados do século 19. A Grande Fome Irlandesa, exacerbada pela inação do governo em meados do século 19, levou ao colapso demográfico em grande parte da Irlanda e aumentou os pedidos de reforma agrária irlandesa. O século 19 foi uma era de rápida modernização econômica e crescimento da indústria, comércio e finanças, na qual a Grã-Bretanha dominou amplamente a economia mundial. A migração para fora foi pesada para as principais possessões britânicas ultramarinas e para os Estados Unidos. O Império Britânico foi expandido para a maior parte da África e grande parte do sul da Ásia. O Escritório Colonial e o Escritório da Índia governaram por meio de um pequeno número de administradores que administravam as unidades do império localmente, enquanto as instituições democráticas começaram a se desenvolver. A Índia britânica, de longe a mais importante possessão ultramarina, viu uma revolta de curta duração em 1857. Na política externa, a política central era o livre comércio, que permitia que financistas e comerciantes britânicos operassem com sucesso em muitos países independentes, como na América do Sul.
Os britânicos permaneceram não-alinhados até o início do século 20, quando o crescente poder naval do Império Alemão passou a ser visto cada vez mais como uma ameaça existencial ao Império Britânico. Em resposta, Londres começou a cooperar com o Japão, França e Rússia, e se aproximou dos Estados Unidos. Embora não fosse formalmente aliado a nenhuma dessas potências, em 1914 a política britânica havia se comprometido a declarar guerra à Alemanha se esta atacasse a França. Isso foi realizado em agosto de 1914, quando a Alemanha invadiu a França via Bélgica, cuja neutralidade havia sido garantida por Londres. A Primeira Guerra Mundial que se seguiu acabou colocando as Potências Aliadas e Associadas, incluindo o Império Britânico, França, Rússia, Itália e os EUA, contra as Potências Centrais da Alemanha, Áustria-Hungria e Império Otomano. O conflito mais mortal da história da humanidade até aquele ponto, a guerra terminou com uma vitória dos Aliados em novembro de 1918, mas infligiu um custo enorme à mão de obra, material e tesouro britânicos.
O crescente desejo de autogoverno irlandês levou à Guerra da Independência da Irlanda quase imediatamente após a conclusão da Primeira Guerra Mundial, que resultou no reconhecimento britânico do Estado Livre Irlandês em 1922. Embora o Estado Livre fosse explicitamente governado sob o status de domínio e, portanto, não fosse uma política totalmente independente, como domínio não era mais considerado parte do Reino Unido e deixou de ser representado no Parlamento de Westminster. Seis condados do nordeste da Irlanda, que desde 1920 estavam sendo governados sob uma forma muito mais limitada de governo local, optaram por não ingressar no Estado Livre e permaneceram parte da União sob essa forma limitada de autogoverno. À luz dessas mudanças, o estado britânico foi renomeado para Reino Unido da Grã-Bretanha e Irlanda do Norte em 12 de abril de 1927 com a Lei de Títulos Reais e Parlamentares. O Reino Unido moderno é o mesmo estado, ou seja, uma continuação direta do que restou após a secessão do Estado Livre Irlandês, em oposição a ser um estado sucessor inteiramente novo.

## Irlanda no âmbito da União
Irlanda nunca foi totalmente integrada ao Estado britânico ou sua cultura política. Apesar de perder o seu próprio parlamento, grande parte do sistema de governo na Irlanda permaneceu no local após a união: os escritórios do Senhor Tenente e Diretor Secretário permaneceram (embora este último chegou a eclipsar o anterior), bem como o Conselho Privado da Irlanda e os vários departamentos governamentais. A Irlanda manteve o seu próprio sistema legal, e seus próprios tribunais; embora a Câmara dos Lordes, em Londres retomou o seu lugar como um tribunal de apelação. A retenção de leis e cortes na Irlanda foi acompanhada com a posição da Escócia sob o sindicato, que continuou o seu próprio sistema legal. A principal diferença da Escócia foi na política religiosa e demografia. Enquanto a maioria dos irlandeses eram católicos, Inglaterra e Escócia eram predominantemente protestantes.